# Zheng Xiaoqian
Zheng Xiaoqian (chinesisch 郑 小倩; * 15. August 1996) ist eine chinesische Mittelstreckenläuferin.

## Sportliche Laufbahn
Erste internationale Erfahrungen sammelte Zheng Xiaoqian Asienspielen 2018 in der indonesischen Hauptstadt Jakarta, bei denen sie in 4:16,35 min den fünften Platz belegte. Im Jahr darauf wurde sie bei den Asienmeisterschaften in Doha in 4:21,03 min Sechste.
2017 wurde Zheng Chinesische Meisterin im 800-Meter-Lauf. Sie absolvierte ein Studium an der Zhejiang-Universität.

## Persönliche Bestzeiten
- 800 Meter: 2:05,18 min, 22. Mai 2016 in Taiyuan
  - 800 Meter (Halle): 2:08,73 min, 28. Februar 2016 in Nanjing
- 1500 Meter: 4:10,32 min, 14. Mai 2016 in Shanghai
  - 1500 Meter (Halle): 4:25,06 min, 4. März 2016 in Nanjing
- 1 Meile: 4:49,82 min, 11. Februar 2017 in Melbourne